# Royal Courts of Justice

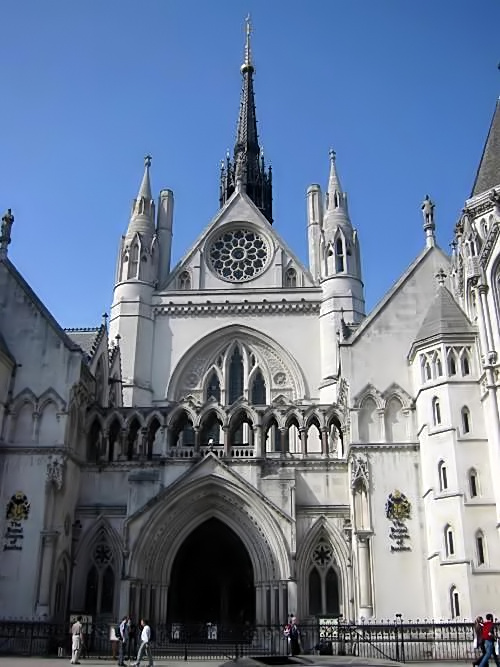
Royal Courts of Justice

Die Royal Courts of Justice (RCJ; deutsch Königliche Gerichtshöfe), allgemein Law Courts (deutsch Rechtshöfe) genannt, ist ein Gebäude in London, das das Court of Appeal (Berufungsgericht) und das High Court of Justice (Zivilgericht) von England und Wales beherbergt.
Der Quaderbau aus grauem Stein wurde 1874–1882 in der Spätphase des Gothic Revival errichtet. Architekt war George Edmund Street. Die Royal Courts befinden sich an der Strand, an der Grenze zwischen der City of London und der City of Westminster. Die Gerichtssäle sind öffentlich zugänglich, wobei bei bestimmten Gerichtsfällen Einschränkungen erlassen werden können. Zentrum des Komplexes ist eine gewaltige rippengewölbte Halle von 80 m Länge mit einem Mosaikboden nach einem Entwurf von Street. In der Nähe des Gebäudes befinden sich auch die vier Inns of Court.
Der Court of Appeal und der High Court waren bis 2009 zusammen der Supreme Court, also Oberster Gerichtshof, von England und Wales, unterschieden sich in ihrer Funktion aber erheblich vom Supreme Court der USA. Sie behandelten zwar weitaus mehr Gerichtsfälle, besaßen aber auf Verfassungsstufe einen viel geringeren Einfluss.
Die nächstgelegenen Stationen der London Underground sind Temple und Chancery Lane.

Die Royal Courts of Justice um 1910